# Муниципальное образование «Алтарик»
Муниципальное образование «Алтарик» — сельское поселение в Нукутском районе Иркутской области России. 
Административный центр — село Алтарик.

## История
Статус и границы определены в 2013 году.

## Население
| 2010  | 2011  | 2012  | 2013  | 2014  | 2015  | 2016  |
| ----- | ----- | ----- | ----- | ----- | ----- | ----- |
| 1156  | ↘1154 | ↘1117 | ↗1124 | ↘1115 | ↗1125 | ↘1110 |
| 2017  |       |       |       |       |       |       |
| ↘1096 |       |       |       |       |       |       |

По результатам Всероссийской переписи населения 2010 года численность населения муниципального образования составила 1156 человек, в том числе 564 мужчины и 592 женщины.

## Состав сельского поселения
| № | Населённый пункт | Тип населённого пункта       | Население |
| - | ---------------- | ---------------------------- | --------- |
| 1 | Алтарик          | село, административный центр | ↘710      |
| 2 | Кирилловская     | деревня                      | ↘201      |
| 3 | Малая Сухая      | деревня                      |           |
| 4 | Шалоты           | деревня                      | ↘206      |

## Местное самоуправление
Главы сельского поселения
- Елена Михайловна Бунина